# Qu You
Qu You (瞿佑) (1341–1427), nombre de cortesía Zongji (宗吉) alias  (存齋 "Leer el estudio de la existencia"), escritor chino de la dinastía Ming cuyas obras inspiraron un nuevo género fantástico con trasfondo político en la dinastía Qing.

## Biografía
Nació en Qiantang (錢塘) (hoy Hangzhou) y fue un famoso poeta adolescente. Se hizo oficial-profesor (教諭) en Lin'an (臨安), después Jefe de Secretaría (長史) del Reino Zhou (周). En la cúspide de su carrera lo encarcelaron durante 10 años.
Cuando salió de prisión, fue tutor en la familia del jefe del estado de Ying (英國公). Se realistó como oficial, pero no regresó a la política nuevamente. Su obra, aunque es entretenida, descubre su preocupación y descontento con la política del Imperio Ming. 

## Obra
- La marca de Jiandeng (剪燈錄): 40 volúmenes
- Nuevas discusiones de Jiandeng (剪燈新話): 4 volúmenes

- Datos: Q710519